# Theo Hoer
(Johannes-Theodor) Theo Hoer (* 27. Januar 1941 in Düsseldorf-Flingern) ist ein deutscher Politiker (CDU). Er war von 1999 bis 2004 Bürgermeister der Stadt Grevenbroich.

## Werdegang
1968 zog Theo Hoer nach Wevelinghoven, wo er als Lehrer an der Gemeinschafts-Hauptschule und ab 1983 als Rektor (Hauptschule Grev.-Orken) tätig wurde. Politisch aktiv wurde Theo Hoer im CDU-Ortsverband Wevelinghoven, dem er zwischen 1975 und 1991 vorstand. Sachkundiger Bürger, Fraktionsvorsitzender, Ratsherr sind weitere Stationen seines politischen Werdegangs. 
1970 betrieb er gemeinsam mit Karl-Heinz Vogel und anderen die Gründung eines Scheibenschützencorps in Wevelinghoven. Er war bis 1991 Geschäftsführer der Scheibenschützen. 1982 wurde er Vizepräsident des Bürgerschützenvereins in Wevelinghoven und 1990 war er Corpskönig der Scheibenschützen. Hoer schrieb die Textstrophen des Wevelinghovener Heimatliedes.
Zwischen 1999 und 2004 war er nach einer Tätigkeit in der Verwaltung (neun Jahre als Beigeordneter für Schule/Sport/Kultur) Bürgermeister der Stadt Grevenbroich.
Seit dem 1. Mai 2007 ist er Ehrenmitglied im BSV Wevelinghoven.

## Privat
Theo Hoer ist seit 1968 verheiratet und Vater einer Tochter. Seit 1962 ist er Mitglied der katholischen Studentenverbindung KDStV Ripuaria Aachen.